# Umar Sulajman
Umar Sulajman (ur. 2 lipca 1936 w Kinie, zm. 19 lipca 2012 w Cleveland) – egipski polityk, szef służb wywiadowczych od 1993 do 2011, wiceprezydent Egiptu od 29 stycznia 2011 do 11 lutego 2011.

## Życiorys
Umar Sulajman urodził się w 1936 w mieście Kina. W 1954 rozpoczął naukę w Egipskiej Akademii Wojskowej, po ukończeniu której przeszedł szkolenie w Akademii Wojskowej im. Michaiła Frunzego w Moskwie. Studiował także nauki polityczne na Uniwersytecie Kairskim i Uniwersytecie Ajn Szams w Kairze.
Uczestniczył w wojnie w Jemenie w 1962 oraz wojnach z Izraelem w 1967 (wojna sześciodniowa) oraz w 1973 (wojna Jom Kipur). W 1992 stanął na czele Władz Operacji Generalnych w egipskich siłach zbrojnych i został dyrektorem jednostki służb wywiadowczych. W 1993 objął stanowisko dyrektora Egipskich Generalnych Służb Wywiadowczych.
29 stycznia 2011, w czasie trwania protestów społecznych, prezydent Husni Mubarak mianował go na stanowisko wiceprezydenta Egiptu. Urząd ten pozostawał nieobsadzony od 1981, kiedy zwolnił go sam Mubarak. Wraz z rezygnacją prezydenta Mubaraka 11 lutego 2011, Sulajman przestał pełnić funkcję wiceprezydenta.
W 2012 planował startować w wyborach prezydenckich w Egipcie, ale jego kandydaturę w kwietniu 2012 zdyskwalifikowała Komisja Wyborcza. Zmarł 19 lipca 2012 w trakcie badań medycznych w szpitalu w Stanach Zjednoczonych.
12 sierpnia 2012 nowym wiceprezydentem Egiptu został Mahmud Makki.